# Debellatio
 (novembre 2013).
Si vous disposez d'ouvrages ou d'articles de référence ou si vous connaissez des sites web de qualité traitant du thème abordé ici, merci de compléter l'article en donnant les références utiles à sa vérifiabilité et en les liant à la section « Notes et références ».
La debellatio est la conquête militaire du territoire d'un État par un autre après une guerre, en l'absence de traité de paix, parce que l'État vaincu a cessé d'exister. C'est, à l'origine, un concept de droit romain. 

## Description
Issu du latin Bellum (guerre) qui signifie la destruction totale de l'appareil d'État et des institutions de cet État par son vainqueur, à la suite d'une défaite militaire, ce principe est apparu en 146 av. J.-C. avec la destruction de Carthage.
Rome décida alors la disparition totale de toute la population, vendue comme esclaves, la dissolution des institutions et la substitution de colons venus d'Italie aux Carthaginois. Ce concept fut appliqué contre les États chrétiens du Levant, en 1291 avec la chute de Saint-Jean-d'Acre puis en 1453, par les Ottomans avec la fin de l'Empire romain d'Orient.

## Disparition dans l'Europe médiévale
Ce concept disparut durant l'époque médiévale dans les relations entre États chrétiens en Europe avec l'influence du christianisme. Sous l'influence de saint Thomas d'Aquin, l’Église réglementa la guerre, comme violence institutionnelle pour régir les relations entre les États : le but affiché était de rétablir un équilibre, ou corriger une injustice. Seul le souverain d'un territoire changeait. En aucun cas, le perdant, dont les institutions demeuraient, ne devait disparaître.

## Renaissance à l'époque moderne
À l'époque moderne, il réapparut en 1799 quand Bonaparte supprima la république de Venise, purement cédée à l'Autriche, puis en  1861, au moment de l'unité italienne avec la disparition du royaume des Deux-Siciles et la déposition du roi François II. En 1866, à l'issue de la guerre austro-prussienne, la Prusse annexa le royaume de Hanovre dans les mêmes conditions. Cependant, les institutions judiciaires, religieuses et  les universités des États absorbés demeuraient en place. 
En 1865, avec la guerre de Sécession après la défaite des États du Sud, ce concept réapparu dans une version plus dure ; le président Lincoln, puis son successeur Andrew Johnson, décidèrent de placer les États sécessionnistes sous administration militaire : le Congrès confédéré ainsi que les gouvernements des États sécessionnistes furent dissous et soumis à des gouverneurs militaires nommés par le président des Etats-Unis, puis leurs dirigeants emprisonnés, dont le président Jefferson Davis et le vice-président Alexander Stephens, ou poursuivis en justice. Cependant, certaines institutions demeurèrent, comme l'université de Virginie, qui resta active et dont le général Robert E. Lee ancien commandant en chef de l'armée confédérée (CSA) fut élu président. 
En 1842, la Grande-Bretagne annexa l'État boer de Natalia, en Afrique du Sud, puis, en 1902, à l'issue de la guerre des Boers, la Grande-Bretagne annexa aussi les deux États boers, l'État libre d'Orange et le Transvaal ; concernant le Transvaal, les habitants d'origine hollandaise furent regroupés dans des camps de concentration. Ces deux entités disparurent au sens du droit international, et toutes leurs institutions politiques et judiciaires anéanties à la suite d'une défaite militaire, ce qui rapproche cette politique d'une debellatio "carthaginoise" mais elles furent reconstituées dès 1910, par la promulgation du South African Act sous forme de provinces de la dominion d'Afrique du Sud, avec le Natal et la province du Cap. 

## Aggravation à l'époque contemporaine
La Pologne, en 1939, subit ce régime de la part du Reich allemand et de l'Union soviétique : toutes les institutions judiciaires et administratives, ainsi que les universités, disparurent : les territoires de l'Est furent intégrés à la Biélorussie et à l'Ukraine, tandis qu'à l'ouest était créé un gouvernement général, autour de l'axe Varsovie-Cracovie, soumis à l'arbitraire total des nazis ; cependant, la fuite du gouvernement polonais à Londres permet d'atténuer l'application de ce concept juridique (cf. infra).
En 1945, l'Allemagne subit une debellatio « relative » du côté occidental et « carthaginoise» du côté soviétique, à l'est de la ligne Oder-Neisse. 
Ainsi, de Königsberg, en province de Prusse-Orientale, à Francfort-sur-l'Oder, et de Stettin, sur la Baltique, à Breslau, en province de Silésie, non seulement les institutions disparurent, mais toutes les populations allemandes furent expulsées systématiquement, pour être remplacées par des populations russes et polonaises ; les villes et les régions changèrent de nom : Königsberg devint Kaliningrad et la Prusse-Orientale la région (oblast) de Kaliningrad, Breslau, Wroclaw, Stettin, Sczecin, etc. L'État de Prusse fut dissous par décisions des Alliés en 1945. 
Du côté occidental, le gouvernement central disparut et le président du Reich, l'amiral Dönitz arrêté avec son gouvernement, mais les institutions judiciaires (parquets et tribunaux), les universités ainsi que les entreprises restèrent en fonction, selon le droit allemand, après épuration du personnel le plus compromis et abrogation de la législation nazie.
Par contre, l’Autriche annexée en 1938, n’est pas soumise à la debellatio puisque le leader socialiste Karl Renner constitue le 27 avril 1945 un gouvernement qui annule l’Anschluss et ressuscite l’indépendance du pays. Même soumise à l’occupation des Alliés sa personnalité en Droit International est reconnue. 
En 1975, le Sud-Viêt Nam, pourtant reconnu comme État indépendant par plusieurs dizaines d'États, dont les États-Unis, le Canada, la France et la Grande-Bretagne, subit la même Debellatio de la part du Nord-Viêt Nam et fut intégré au Viêt Nam réunifié.
En 2003, l'appareil d'État, l'armée, les forces de sécurité d'Irak, furent dissous par les Américains, mais le système juridique et judiciaire demeura. La personnalité morale de l'État irakien fut maintenue, comme entité de droit international : nous sommes donc là en présence d'une Debellatio partielle.
En septembre 2023, le gouvernement d'Azerbaïdjan annonce la "dissolution" de toutes les institutions, politiques et judiciaires, de l'ancienne république autonome du Haut-Karabakh, à compter du 1er janvier 2024 et peuplée d'arméniens. Cette république fut créée par Staline en 1922, au moment de la création de l'Union Soviétique
Ce concept n'est donc appliqué que dans des circonstances exceptionnelles.

## Définition actuelle
La Debellatio implique donc l'occupation militaire totale et permanente du territoire du pays vaincu par une ou plusieurs puissances tierces, mais la disparition définitive des pouvoirs publics du pays vaincu, qui ne doivent pas se réfugier à l'étranger, et constituer ainsi une légalité parallèle formelle, comme cela a été le cas pour la plupart des pays d'Europe occupés par le Reich durant la Seconde Guerre mondiale, ou le Koweït en 1990/91, pendant la Guerre du Golfe. 
La Charte des Nations unies supprime l'ancienne compétence discrétionnaire des États à la guerre et soumet désormais le recours à la force à des règles de fondqui ne prévoient plus la Debellatio.